# محوطه سلیوری
محوطه سلیوری مربوط به هزاره اول قبل از میلاد - سده‌های متاخر دوران‌های تاریخی پس از اسلام است و در شهرستان ورزقان، بخش مرکزی، دهستان سینا، ۳۰۰ متری جنوب روستای هزجان واقع شده و این اثر در تاریخ ۲۷ اسفند ۱۳۸۷ با شمارهٔ ثبت ۲۶۴۲۲ به‌عنوان یکی از آثار ملی ایران به ثبت رسیده است.